# Percival Goodman
Percival Goodman (geboren 13. Januar 1904 in New York City; gestorben 11. Oktober 1989) war ein US-amerikanischer Architekt und Stadtplaner. Bekannt wurde er vor allem, weil er zwischen 1948 und 1983 mehr als 50 Synagogen entworfen hat und als Pionier der modernen Synagogenkunst gilt. Als Stadtplaner galt Goodman als Verfechter rationaler Planung. In Deutschland erlangte er Bekanntheit durch seinen Bruder den Schriftsteller Paul Goodman und dem gemeinsam verfassten Buch Communitas.

## Leben
Percival Goodman wurde in New York City geboren, wuchs dort auf und begann dort auch seine Studien. Er erhielt von der Society of Beaux-Arts Architects Paris einen Preis und setzte sein Studium der Architektur daraufhin an der École nationale supérieure des beaux-arts de Paris fort.
Goodman etablierte sich als vielseitiger Architekt und Experte für Stadtplanung. In den Jahren 1946 bis 1971 war er Professor für Architektur an der Columbia University. Goodman entwarf außerdem Möbel für die Massenproduktion. Im Jahre 1932 illustrierte er eine Ausgabe des Buches The Golden Ass von Apuleius (Asinus aureus), herausgegeben von Jack Lindsay bei Limited Editions Club, New York. Zusammen mit seinem Bruder Paul Goodman verfasste und illustrierte er im Jahre 1947 das Buch Communitas, welches eine Gesellschaftsordnung der Zukunft beschreibt. Im Jahre 1977 publizierte Goodman The Double E, in welchem er die ökologischen Aspekte der Stadtplanung thematisierte.
Als Theoretiker der Stadtplanung stand Goodman dafür ein, dass rationale Planung geeignet wäre bessere Städte zu errichten. Die städteplanerischen Bemühungen in seiner Heimatstadt New York kritisierte er als zu zaghaft und kurzsichtig. Obwohl er selbst dem American Institute of Architects angehörte, kritisierte er diese Organisation, weil sie, nach seiner Meinung, irrelevant war, seitdem sie scheiterte moralische oder politische Positionen einzunehmen.
Über seinen religiösen Hintergrund sagte Percival Goodman selbst, er wäre ein Agnostiker, der durch Hitler konvertiert wurde, was er auf die Gräueltaten der Nationalsozialisten und seine Lektüre von Werken Martin Bubers zurückführte. Die durch Goodman entworfenen Synagogen sind klein und intim, welches ein Gefühl von Einheit der Gemeinde und Teilhabe am religiösen Geschehen befördern sollte. Um diese Effekte zu erreichen, verwendete er warme Materialien wie Holz.  Eines von Goodmans Markenzeichen war, dass er moderne Skulpturen und Kunstwerke in seine Architektur integrierte, in ihrem Zusammenwirken mit dem natürlichen Licht. Der Künstler war für Goodman ein unentbehrlicher Mitwirkender, dem er in seinen Projekten einen wichtigen Platz einräumte. In dieser Hinsicht war er ein Pionier der modernen Synagogenkunst in den Vereinigten Staaten von Amerika.

## Werke (Auswahl)
- mit Paul Goodman: Communitas – Lebensformen und Lebensmöglichkeiten menschlicher Gemeinschaften. Köln 1994: Moll und Eckhardt, ISBN 978-3-926176-59-2.
- The Double E, New York 1977: Anchor Press, ISBN 978-0-385-12868-1.
- Illustrator für verschiedene Werke